# カザルドゥーニ
カザルドゥーニ（イタリア語: Casalduni）は、イタリア共和国カンパニア州ベネヴェント県にある、人口約1,300人の基礎自治体（コムーネ）。

## 地理

### 位置・広がり
ベネヴェント県のコムーネ。県都ベネヴェントから北北西へ16kmの距離にある。

#### 隣接コムーネ
隣接するコムーネは以下の通り。
- カンポラッターロ
- フラニェート・モンフォルテ
- ポンテ
- ポンテランドルフォ
- サン・ルーポ

## 行政

### 分離集落
カザルドゥーニには、以下の分離集落（フラツィオーネ）がある。
- Acquaro, Brendice, Capitorto, Casale, Cerconi, Collemarino, Collemastarzo, Crocella, Cuolli, Ferrarisi, Gentile, Lanzate, Macella, Pescomandarino, Pezzalonga, Piana, Prato, San Fortunato, Santa Maria, Tacceto, Vado della Lota, Vaglie, Zingolella